# Stone Floor Records
Stone Floor Records is een onafhankelijk Noors platenlabel dat vrije jazz en andere geïmproviseerde muziek uitbrengt. Het werd opgericht door de musici Jon Rune Strøm en Tollef Østvang.